# Friedrich Ludwig (musikforskare)
Friedrich Ludwig, född den 8 maj 1872 i Potsdam, död den 3 oktober 1930 i Göttingen, var en tysk musikhistoriker, vars namn är intimt förknippat med utforskandet och nyupptäckten av medeltidens musik i början av 1900-talet.
Ludwig studerade först historia vid universitetet i Straßburg, där han som lärjunge till Harry Bresslau 1896 promoverades. Sin musikaliska skolning hade han att tacka dels Gustav Jacobsthal, som då innehade den enda lärostolen i historisk musikvetenskap i Tyskland, dels Albert Schweitzer och Hans Pfitzner, som han lärt känna i Straßburg. Efter att under nära ett årtionde ha genomrest Europa på jakt efter källor, habiliterade han sig 1905 och blev den då emeriterade Jacobsthals efterträdare, först som docent, från 1910 som extra ordinarie professor. Efter Första världskrigets slut var han tvungen att lämna det till Frankrike avträdda Elsass. År 1920 blev han ordinarie professor i Göttingen, där han även var universitetets rektor 1929/30.